# CivicWise
CivicWise es una red internacional distribuida y abierta que promueve la participación ciudadana, desarrollando acciones y proyectos concretos basados en la inteligencia colectiva, la innovación cívica y el diseño abierto.

## Asociación
La red de CivicWise se estructura siguiendo los principios promovidos por el centro de cultura municipal Medialab-Prado de Madrid, de donde provenían algunos de sus fundadores, experimentados en las prácticas colectivas del Movimiento 15-M. El nodo de Madrid se organizó en torno a Medialab-Prado, que además siguió siendo su punto de encuentro y acabó siendo un lugar de referencia para toda la comunidad internacional de CivicWise. Este nodo se constituyó en la Asociación CivicWise Madrid, inscrita en el Registro de Asociación de la Comunidad de Madrid, Sección Primera, número 38 024. Desde el Medialab-Prado actuaron como coordinadores y mediadores Pascual Pérez y Cristina Martínez Aransa, y promocionaron la investigación y el desarrollo de nuevos procedimientos que mejoren la vivencia de la democracia aplicada al diseño territorial, urbano y arquitectónico.
Los miembros de CivicWise, localizados en cualquier lugar el mundo pero conectados a través de la red global, trabajan en la generación de herramientas y habilidades que posibiliten la colaboración y cocreación participativa entre los diferentes agentes con influencia en el territorio: los sectores público y privado, el mundo educativo, el tejido asociativo y la ciudadanía. Desde la red CivicWise se promueve el empoderamiento de las comunidades y sus ciudadanos desde la inteligencia colectiva, la innovación cívica y el diseño abierto aplicadas al territorio, al urbanismo y la arquitectura para el bien común. Por tanto, sus proyectos y acciones pretenden fomentar la amplitud democrática y el protagonismo ciudadano aplicados al diseño y a la gestión de lo público, lo privado y lo común.
La red no cuenta con estructura jerárquica global. El liderazgo o coordinación viene siempre asociado a acciones o proyectos concretos. Permanecen en conexión con la red global a través de espacios de discusión y encuentros digitales, realizando un encuentro presencial que lleva por nombre Glocal Camp.

## Historia
CivicWise nació en Londres, en 2015, donde Domenico Di Siena junto con otros compañeros dio vida a esta red internacional como una comunidad destinada a la promoción de proyectos de inteligencia colectiva aplicada al territorio y al urbanismo basados en el empoderamiento ciudadano y la participación colaborativa.
Esta red internacional se vertebra a partir de grupos locales organizadas de forma autónoma e independiente. Desde estos grupos, las personas con voluntad de mejorar sus ciudades pueden intercambiar experiencias y conocimiento, llevando a cabo acciones ciudadanas, colaborando con instituciones públicas o privadas. Esta comunidad tiene grupos constituidos en países como Reino Unido, España, Francia, Italia, Bélgica, Holanda, Brasil, Grecia y Argentina.
Uno de sus primeros objetivos fue crear un archivo de los proyectos, acciones, espacios e investigaciones que se pudieran considerar como referencia de la capacidad de la ciudadanía para realizar acciones en el plano del urbanismo colaborativo y la innovación cívica. Dentro de este proyecto se contemplaba la edición del libro Civic Practices, que recoge más de 50 ejemplos de experiencias de muchas personas a lo largo de todo el mundo y que se clasifica en tres temas: espacios físicos, proyectos alrededor del mundo para fomentar estas prácticas, e investigaciones sobre el tema. La financiación del libro se realizó mediante una campaña de micromecenazgo en la plataforma Goteo en 2016.
En ese mismo año, CivicWise participó en las jornadas "Urban Platforms auto neighbourhoods" celebradas en Madrid y organizadas por el colectivo Basurama, en las que se abordó la creación de un marco común para debatir sobre definiciones, evaluaciones y marcos de procesos participativos y de empoderamiento, con el objetivo de identificar cuales son los factores diferenciales de este tipo de proyectos.
Desde sus orígenes, la asociación elaboró un curso de Diseño Cívico, cuya primera edición fue obra de Domenico Di Siena en 2015, se integró a continuación en la red CivicWise y fue la base para la constitución de la Civic Innovation School. Hasta enero de 2021 ha tenido cuatro ediciones en español, tres en francés y dos en italiano.
Durante 2017, el equipo coordinador de Grau Xarxa Oberta, Carpe Via, presentó en Castellón el proyecto de dinamización comunitaria del Grao ante el grupo Civicwise en el encuentro internacional "Glocal Camp", que reúne a profesionales del diseño colaborativo de todo del mundo. También durante este año, se invitó a miembros de la red internacional CivicWise a participar en el proyecto de Mestura Puerto en Fuerteventura: Pascual Pérez (Madrid), Francesco Previti (Italia), Jonathan Reyes (Valencia), Domenico Di Siena (Italia) y María Tomé (Tenerife), aportaron la experiencia de la red obtenida de proyectos internacionales que ha realizado y destacando la importancia de adaptarse a los contextos locales, protegiendo su identidad, al tiempo que se comparte internacionalmente el conocimiento local y viceversa.
En 2019, en Fuerteventura, Bentejui Hernández Acosta, miembro de CivicWise, colaboró en el "I Festival de Innovación Cívica", espacio para intercambiar experiencias y construir redes entre personas e iniciativas, constituyendo un foro de aprendizaje colectivo para mejorar la concienciación social.
Otro de los proyectos de CivicWise vio la luz en 2020, año en el que se produjo el lanzamiento de Civímetro, una guía para la evaluación de laboratorios ciudadanos. Esta guía, cuyos autores son Nora González Dwyer, Pascual Pérez, Martina Pestarino y Maje Reig Alberola, miembros de la red, trata de posibilitar las evaluaciones necesarias para determinados sectores cuando se realizan procesos de política pública centrados en la apertura de las instituciones a la ciudadanía. La rendición de cuentas es obligatoria en iniciativas de la Administración Pública, y esta guía orienta sobre qué medir y qué dejar fuera de la evaluación o cómo publicar los resultados.
Los miembros de esta red, aportan sus ideas en experiencias innovadoras y colaborativas, como María Tomé, arquitecta de Oficina de Innovación Cívica y parte de la red internacional Civicwise, que defiende, para esta sociedad envejecida, el modelo de covivienda, grupos que compran terrenos o un edificio para vivir en comunidad su vejez, una alternativa en auge con experiencias de éxito como La Borda, en Cataluña.

## Obra
- Civic Practices. ISBN 978-84-945726-1-6.[16]